# BK Häcken
A Bollklubben Häcken, rövidebb nevén BK Häcken vagy Häcken, egy svéd profi labdarúgócsapat, amelynek székhelye Göteborg városában található. A klubot 1940. augusztus 2-án alapították. A klub a hazai mérkőzéseit a Bravida Arénában játssza, amely 6 500 néző befogadására alkalmas. A futballklub hagyományos színei a sárga és a fekete. A Häcken legnagyobb riválisai a másik három nagyobb göteborgi csapat, az IFK Göteborg, a GAIS és az Örgryte IS, rajtuk kívül még az IF Elfsborg és Östersunds FK sorolható a nagyobb vetélytársak közé.A klub legnagyobb sikerét a 2022-ben érte el, amikor megnyerte a svéd bajnokságot.

## A klub története

### A kezdetek
A klub történetét 14–15 éves fiatalok csoportja indította el, amely azt akarta elérni, hogy a csapat a labdarúgást ne csak szórakozásból, amatőr szinten művelje, hanem benevezve a nemzeti bajnokságba, hivatalos mérkőzéseket tudjon játszani. A cél elérése érdekében a játékosok - akik addig BK Kick csapatnév alatt futballoztak - a svéd labdarúgó-szövetséghez fordultak. Mivel a meglévő csapatnevet egy másik csapat már használta, így az együttes „Bollklubben Häcken”-re változtatta a nevét az után a hatalmas sövény (svédül: häck) után, amely akörül a mező körül nőtt, ahol a fiúk edzettek. A Bollklubben Häcken hivatalosan 1940. augusztus 2-án alakult meg.

### Az első évtizedek
A megalakulást követő első években a klub csak ritkán játszott hivatalos mérkőzéseket, főként ifjúsági bajnokságokban szerepeltek és barátságos mérkőzéseken vettek részt. 1943-tól kezdve indultak el a hivatalos svéd bajnoki rendszerben, és a siker egy pillanat alatt eljött. 1944 és 1947 között a klub sorozatban nyerte meg az alsóbb szintű bajnokságokat, és így a 4. osztályból az 1. osztályba lépett.
Az 1950-es évek kezdete ugyanúgy indult, ahogy az előző évtized befejeződött. A klub 1953-ban a svéd elsőosztályú bajnokság kapujába jutott, de a feljutásról döntő mérkőzésen legyőzte őket a Kalmar FF csapata, a következő évben pedig kiestek a 2. osztályból is. 1955-ben 18.229 ember váltott jegyet az IK Oddevold elleni, 3. osztályban vívott mérkőzésre, ami akkor rekord volt a klub életében. Ebben az évben a BK Häcken megnyerte a bajnokságot a saját osztályában és feljebb lépett, de nem sokkal később újra visszacsúszott a 3. osztályba.
Az 1960-as évek elején a klub új klubházat hozott létre, majd ennek az évtizednek a legnagyobb részét stabilan 3. osztályú csapatként töltötte, mígnem 1967-ben a 4. osztályba esett vissza és súlyos gazdasági, illetve belső problémákkal küzdött.
Az 1970-es évek gyenge eredményekkel indultak a csapat számára. A klub kiesett a 4. osztályból és a meglévő problémák miatt megbeszéléseket folytatott az IF Warta csapattal egy lehetséges egyesülésről, de a végső szavazás napján csak az IF Warta tagjai szavaztak az egyesülés mellett, a BK Häcken tagjai nem támogatták azt, így megmaradt önálló egyesületnek a klub. 1971-ben a klub megnyerte az 5. osztályt, ezt követően a csapat a 4. osztályban játszott egészen 1975-ig, amikor is az első helyen végzett, majd 1977-ben a 3. osztály küzdelmeiben is diadalmaskodtak, amelynek eredményeként az IK Brage, a Motala AIF és a Degerfors ellen játszhattak a feljutásért. A csapat ezeket a mérkőzéseket eredményesen teljesítette és így felkerültek a 2. osztályba. Az 1978–1979-es idényben a klub sikeresen szerepelt a 2. osztályban, a harmadik helyet megszerezve. 1978-ban a BK Häcken megalakította a női csapatát is.

### Az Allsvenskan elérése
A csapat számára az új évtized ugyanolyan erősen indult, mint ahogy az előző befejeződött. Agne Simonsen vezetésével továbbra is sikeres volt a klub, mivel megnyerte a 2. osztály küzdelmeit és a legfelső osztályba történő kerülésért játszhatott mérkőzést, azonban akkor az IF Elfsborg túl erősnek bizonyult a számára (otthon, klubrekordot jelentő 19.205 néző előtt a Gamla Ullevi stadionban 0:1, idegenben a borasi Ryanvallen arénában 1:1). A klub a feljutásért vívott páros-mérkőzés kudarcát követően nem esett össze és 1982-ben a második helyet megszerezve kiharcolta az osztályozó jogát, ezúttal az IFK Norrköping volt az ellenfél. Az első mérkőzés 2:0-s eredményét egy idegenbeli 1:1 követte, így története során először kiharcolta a legfelső osztályban (Allsvenskan) való szereplés jogát. A csapatnak az első osztályban eltöltött ideje azonban rövid életű volt. A klub addig sikeres vezetője, Agne Simonsen elhagyta az együttest egy helyi rivális csapat kedvéért, amelyet követően a klub irányítását Reine Almqvist vette át, a csapat pedig a szezon végén az utolsó helyen végzett a bajnokságban és kiesett a másodosztályba. 
A BK Häcken 1990-ben megnyerte a 2. osztály déli csoportjának a küzdelmét és az északi csoport győztesével, a GIF Sundsvall-al mérkőzhetett a feljutásért. Az első mérkőzésen aratott 5:2-es győzelem nem volt elegendő, mert a GIF Sundvall hazai pályán fordítani tudott és így ők kerültek a legfelső osztályba. A klub ebben az évben a svéd kupában eredményesen szerepelt, egészen a döntőig jutott, ahol a Djurgårdens IF győzte le őket 3:0-ra. A klub 1991-ben ismét közel került az Allsvenskan-hoz, de a feljutás ezúttal sem sikerült, mert az otthoni 2:2 után idegenben elért 1:1 azt jelentette, hogy ellenfele, a Helsingborg juthatott fel. Az 1992-es idény sikeresebben végződött, mert az 1. osztályba való kerülésért vívott rájátszásban a résztvevő 8 csapatból a még éppen feljutást jelentő 4. helyen végeztek. Az újabb, legfelső osztályban töltött szezon eredményesebben telt el, mint az első, mert a BK Häcken 1993-ban a 6. helyen végzett.  A következő, 1993-as esztendő azonban nem sikerült a csapatnak, mert a 14 csapatos bajnokság utolsó helyén végzett, a 26 mérkőzésből összesen csak 2 meccset megnyerve. A klub vezetőségében adódó problémák miatt a csapat csak 1997-ben tudott visszatérni az 1. osztályba, amikor is a feljutásért küzdve a Västerås SK ellen otthon 1:1, idegenben pedig 4:2 eredményt ért el és így felkerült az Allsvenskan-ba. A klub új idénye ismét nem sikerült, ami a szezon végén kiesést eredményezett, viszont 1999-ben ismét visszatért a csapat a legjobbak közé, miután a 2. osztály déli csoportját – a klubban ebben az évben debütáló Kim Källström segítségével – megnyerték.

## Sikerlista
Allsvenskan
- Bajnok (1): 2022
- Ezüstérmes (1): 2012

Superettan
- Feljutó (2): 2004, 2008

Svéd Kupa
- Győztes (3): 2015–16, 2018–19, 2022–23
- Döntős (2): 1989–90, 2020–21

## Játékoskeret
2023. március 9. szerint.
| #  |     | Poszt | Név                         |
| -- | --- | ----- | --------------------------- |
| 1  | SWE | K     | Johan Brattberg             |
| 3  | SWE | V     | Johan Hammar                |
| 4  | NGA | V     | Franklin Tebo Uchenna       |
| 5  | NOR | V     | Even Hovland                |
| 7  | CIV | KP    | Bénie Traoré                |
| 9  | NOR | CS    | Ola Kamara                  |
| 10 | TUN | KP    | Ali Youssef                 |
| 11 | SWE | KP    | Samuel Gustafson            |
| 12 | ISL | V     | Valgeir Lunddal Friðriksson |
| 13 | SWE | V     | Simon Sandberg              |
| 14 | SWE | KP    | Simon Gustafson             |
| 15 | BIH | V     | Kadir Hodžić                |
| 16 | SWE | KP    | Pontus Dahbo                |
| 17 | SWE | V     | Tobias Carlsson             |
| 18 | DEN | KP    | Mikkel Rygaard              |

| #  |     | Poszt | Név               |
| -- | --- | ----- | ----------------- |
| 19 | SWE | CS    | Oscar Uddenäs     |
| 20 | JAM | CS    | Blair Turgott     |
| 21 | NOR | V     | Tomas Totland     |
| 22 | SWE | KP    | Tobias Sana       |
| 23 | SWE | CS    | Momodou Sonko     |
| 25 | DEN | V     | Kristoffer Lund   |
| 26 | SWE | K     | Peter Abrahamsson |
| 27 | CIV | KP    | Amane Romeo       |
| 29 | MKD | CS    | Filip Trpchevski  |
| 30 | SWE | K     | Sebastian Banozic |
| 35 | SWE | V     | Sigge Jansson     |
| 37 | GHA | CS    | Ibrahim Sadiq     |
| 38 | SWE | CS    | William Nilsson   |
| 40 | SWE | CS    | Anomnachi Chidi   |

## A nemzetközi kupasorozatokban
| Szezon  | Kupasorozat      | Forduló         | Ellenfél             | 1. mérkőzés | 2. mérkőzés | Összesített eredmény |  |
| ------- | ---------------- | --------------- | -------------------- | ----------- | ----------- | -------------------- |  |
| 2007–08 | UEFA-kupa        | 1. selejtezőkör | KR Reykjavík         | 1–1         | 1–0         | 2–1                  |  |
| 2007–08 | UEFA-kupa        | 2. selejtezőkör | Dunfermline Athletic | 1–0         | 1–1         | 2–1                  |  |
| 2007–08 | UEFA-kupa        | 1. kör          | Szpartak Moszkva     | 1–3         | 0–5         | 1–8                  |  |
| 2011–12 | Európa-liga      | 1. selejtezőkör | Käerjéng 97          | 5–1         | 1–1         | 6–2                  |  |
| 2011–12 | Európa-liga      | 2. selejtezőkör | Honka                | 1–0         | 2–0         | 3–0                  |  |
| 2011–12 | Európa-liga      | 3. selejtezőkör | Nacional             | 2–1         | 0–3         | 2–4                  |  |
| 2013–14 | Európa-liga      | 2. selejtezőkör | Sparta Praha         | 1–0         | 2–2         | 3–2                  |  |
| 2013–14 | Európa-liga      | 3. selejtezőkör | Thun                 | 1–2         | 0–1         | 1–3                  |  |
| 2016–17 | Európa-liga      | 2. selejtezőkör | Cork City            | 1–1         | 0–1         | 1–2                  |  |
| 2018–19 | Európa-liga      | 1. selejtezőkör | Liepāja              | 1–2         | 3–0         | 4–2                  |  |
| 2018–19 | Európa-liga      | 2. selejtezőkör | RB Leipzig           | 1–1         | 0–4         | 1–5                  |  |
| 2019–20 | Európa-liga      | 2. selejtezőkör | AZ Alkmaar           | 0–3         | 0–0         | 0–3                  |  |
| 2021–22 | Konferencia Liga | 2. selejtezőkör | Aberdeen             | 2–0         | 1–5         | 3–5                  |  |
| 2023–24 | Bajnokok Ligája  | 1. selejtezőkör | The New Saints       | 3–1         | 2–0         | 5–1                  |  |
| 2023–24 | Bajnokok Ligája  | 2. selejtezőkör | KÍ Klaksvík          | 3–3 (h.u.)  | 0–0         | 3–3 (bünt. 3–4)      |  |
| 2023–24 | Európa-liga      | 3. selejtezőkör | Žalgiris             |             |             | '                    |  |

## Ismertebb játékosok
- Kim Källström
- Teddy Lučić
- Martin Olsson
- Tobias Hysén
- Oscar Lewicki
- Roland Sandberg
- Stig Tøfting
- Ari Freyr Skúlason
- Reinaldo
- Diego Lugano
- Waris Majeed
- Arnór Guðjohnsen
- Jimmy Dixon
- Dioh Williams
- Dulee Johnson
- Neal Bartlett
- Patrick Walker

## Külső hivatkozások
- Hivatalos weboldal
- Supporterklubben Getingarna - Hivatalos szurkolói oldal
- Sektion G - Szurkolói oldal